# Batkoa dysderci
Batkoa dysderci är en svampart som först beskrevs av Viégas, och fick sitt nu gällande namn av Humber 1989. Batkoa dysderci ingår i släktet Batkoa och familjen Entomophthoraceae.   Inga underarter finns listade i Catalogue of Life.